# Chiesa di San Giorgio al Palazzo
La chiesa di San Giorgio al Palazzo è un luogo di culto cattolico del centro storico di Milano situato in piazza San Giorgio al Palazzo, lungo l'asse di via Torino. La chiesa è sede della rappresentanza milanese del Sacro Militare Ordine Costantiniano di San Giorgio, la cui presenza è ricordata da una lapide all'interno. L'edificio sorse sulle antiche vestigia del palazzo imperiale romano di Milano (da cui il nome della chiesa) voluto da Diocleziano come sede del tetrarca che avrebbe dovuto governare una delle quattro parti in cui era suddiviso l'Impero romano con Mediolanum (la moderna Milano) capitale.

## Storia
Una prima chiesa venne costruita nel 750 nel luogo dell'attuale dal vescovo di Milano San Natale grazie ai finanziamenti del longobardo Rachis, duca del Friuli; l'edificio sorse sulle antiche vestigia del palazzo imperiale voluto da Diocleziano come sede del tetrarca che avrebbe dovuto governare una delle quattro parti in cui era suddiviso l'Impero romano con Milano capitale.
Nel XII secolo, al posto dell'edificio alto medioevale, venne costruita una chiesa più grande. Documenti del 1158 e del 1201 confermano la presenza del Carroccio di Milano, in tempo di pace, nella chiesa di San Giorgio al Palazzo. Nel primo documento citato sono contenute informazioni sulla necessità di realizzare uno scudo di ferro da collocare nel coro della chiesa, che si trovava nei pressi del Carroccio, con l'accensione di un fuoco votivo alimentato da una libbra d'olio. Nel documento del 1201 è riportata un'informazione analoga: l'Arcivescovo e i religiosi della chiesa milanese di San Giorgio al Palazzo avrebbero dovuto accendere delle lampade votive intorno al Carroccio.
A partire dal XVI secolo e per i tre secoli successivi, l'edificio fu interessato da una serie di interventi che ne modificarono l'aspetto originario: nel Cinquecento vennero costruite alcune cappelle laterali, fra cui la cappella della Passione, affrescata nel 1516 da Bernardino Luini; nel 1623, venne ristrutturata in stile barocco su progetto di Francesco Maria Richini. Nel 1774, venne realizzata la nuova facciata su progetto di Francesco Croce: in precedenza, infatti, era costituita da una semplice parete in mattoni con tre portali rinascimentali, di cui quello centrale sormontato da una lunetta decorata. Tra il 1800 e il 1821, Luigi Cagnola curò il radicale restauro dell'interno della chiesa e, nel 1899, vennero portati a termine il campanile e la cupola neoclassici su progetto di Alfonso Parrocchetti.

## Descrizione

### Esterno

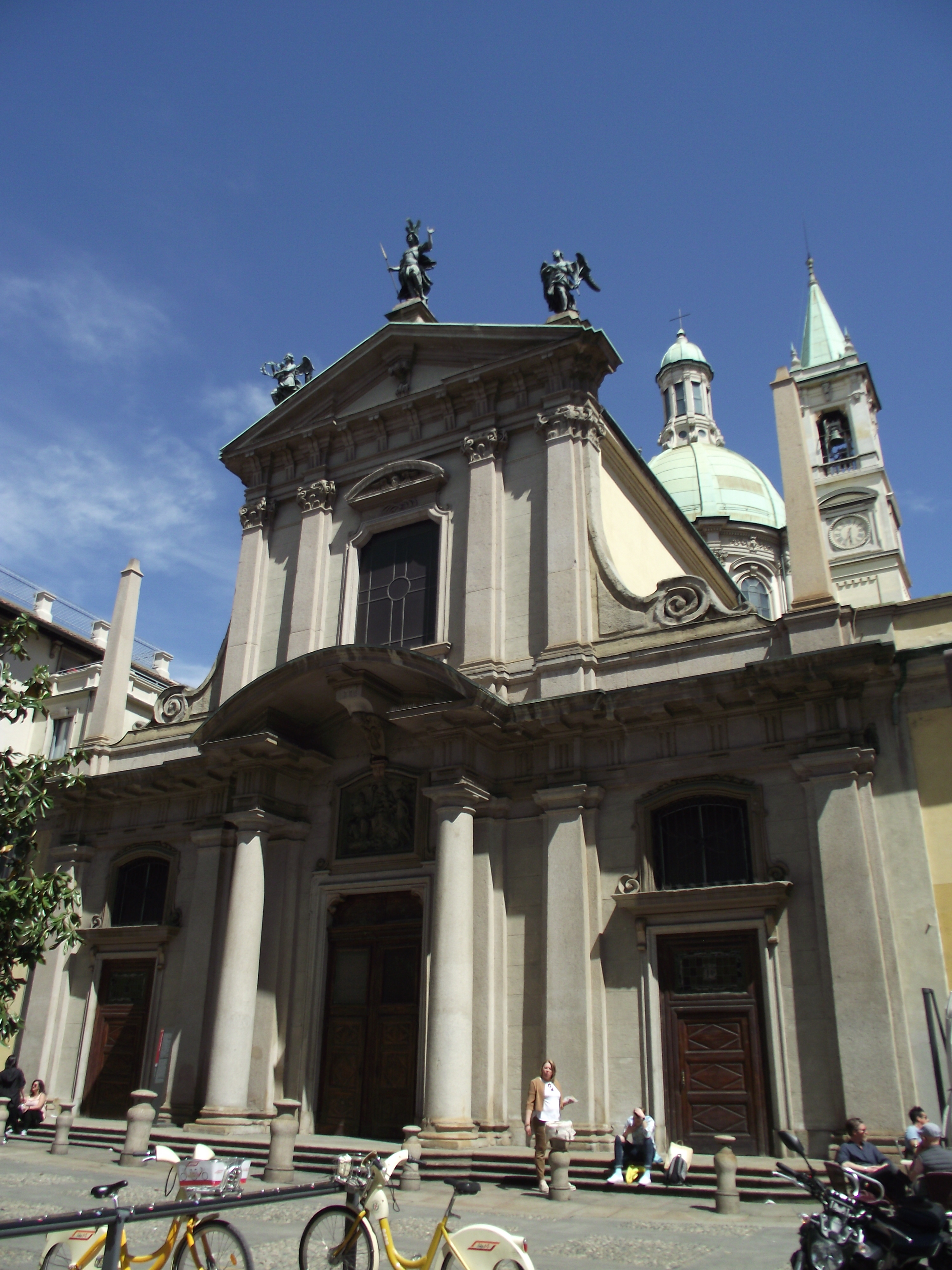
La facciata

La chiesa di San Giorgio al Palazzo dà su una piccola piazzetta adiacente a via Torino.
All'esterno, la chiesa è caratterizzata dalla facciata settecentesca. A salienti, è opera di Francesco Croce, che la realizzò nel 1774 ed è interamente rivestita in marmo. La facciata presenta uno schema bipartito in due fasce sovrapposte separate orizzontalmente da un alto cornicione decorato con triglifi: la fascia inferiore, con colonne e lesene tuscaniche, presenta al centro un protiro poco accentuato con frontone semicircolare, al disotto del quale si trova il portale sormontato da un altorilievo con la Madonna col Bambino fra due Santi. La parte superiore della facciata, con lesene ioniche, presenta al centro un finestrone rettangolare e, in alto, termina con un timpano triangolare sormontato da tre statue in bronzo: quella centrale raffigurante San Giorgio, quelle laterali raffiguranti due Angeli.
L'edificio della chiesa è sormontato dalla cupola neoclassica, opera di Alfonso Parrocchetti, costruita alla fine del XIX secolo. Essa, dal profilo slanciato, poggia su un tamburo che vede un alternarsi di finestroni ad arco a tutto sesto (in totale otto) e di colonne corinzie. La cupola è coronata dalla lanterna, con un doppio ordine di finestre: quello inferiore costituito da oculi circolari e quello superiore da monofore rettangolari.
Annesso al braccio destro del transetto è l'alto campanile neoclassico, anch'esso opera di Alfonso Parrocchetti. La torre, con orologio, è a pianta quadrata ed è sormontata da una cuspide piramidale a pianta ottagonale. All'interno della cella campanaria, si trova un concerto di cinque campane in La♭3 maggiore a sistema ambrosiano completamente manuale. Le tre piccole sono opera del varesino Felice Bizzozero e sono state fuse nel 1841 (la piccola nel 1842); le due maggiori invece sono state rifuse presso la fonderia Pietro Colbachini di Bassano del Grappa (VI) nel 1953.

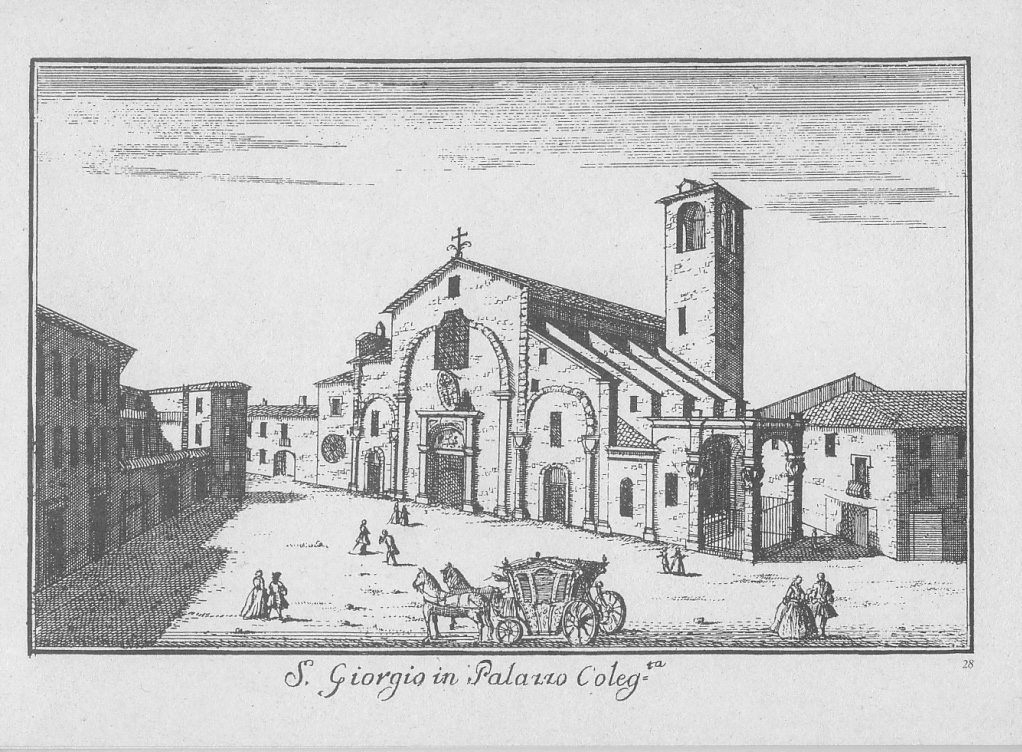
Esterno della chiesa nel 1745 in una veduta di Marc'Antonio Dal Re
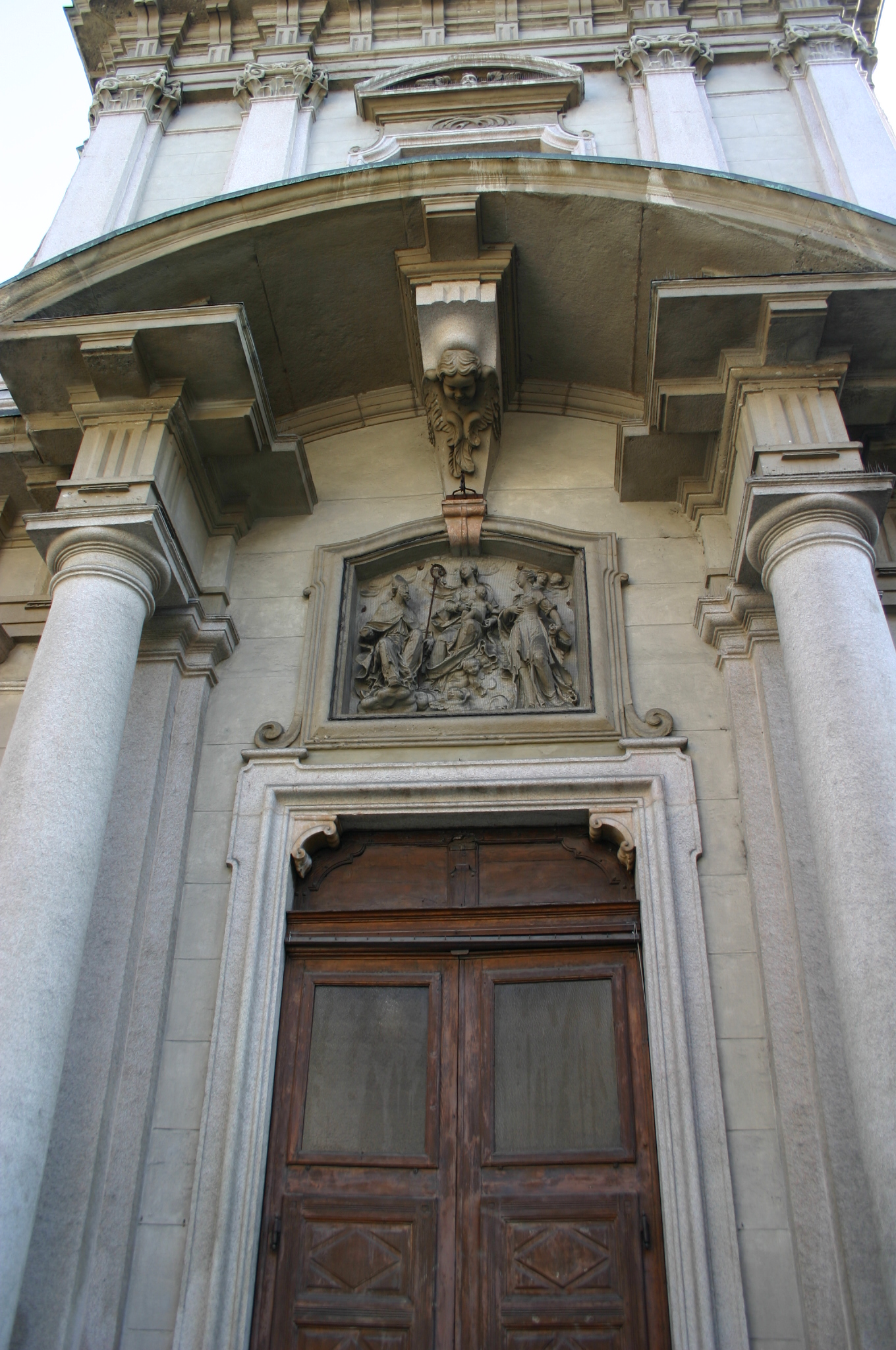
Il protiro e il portale
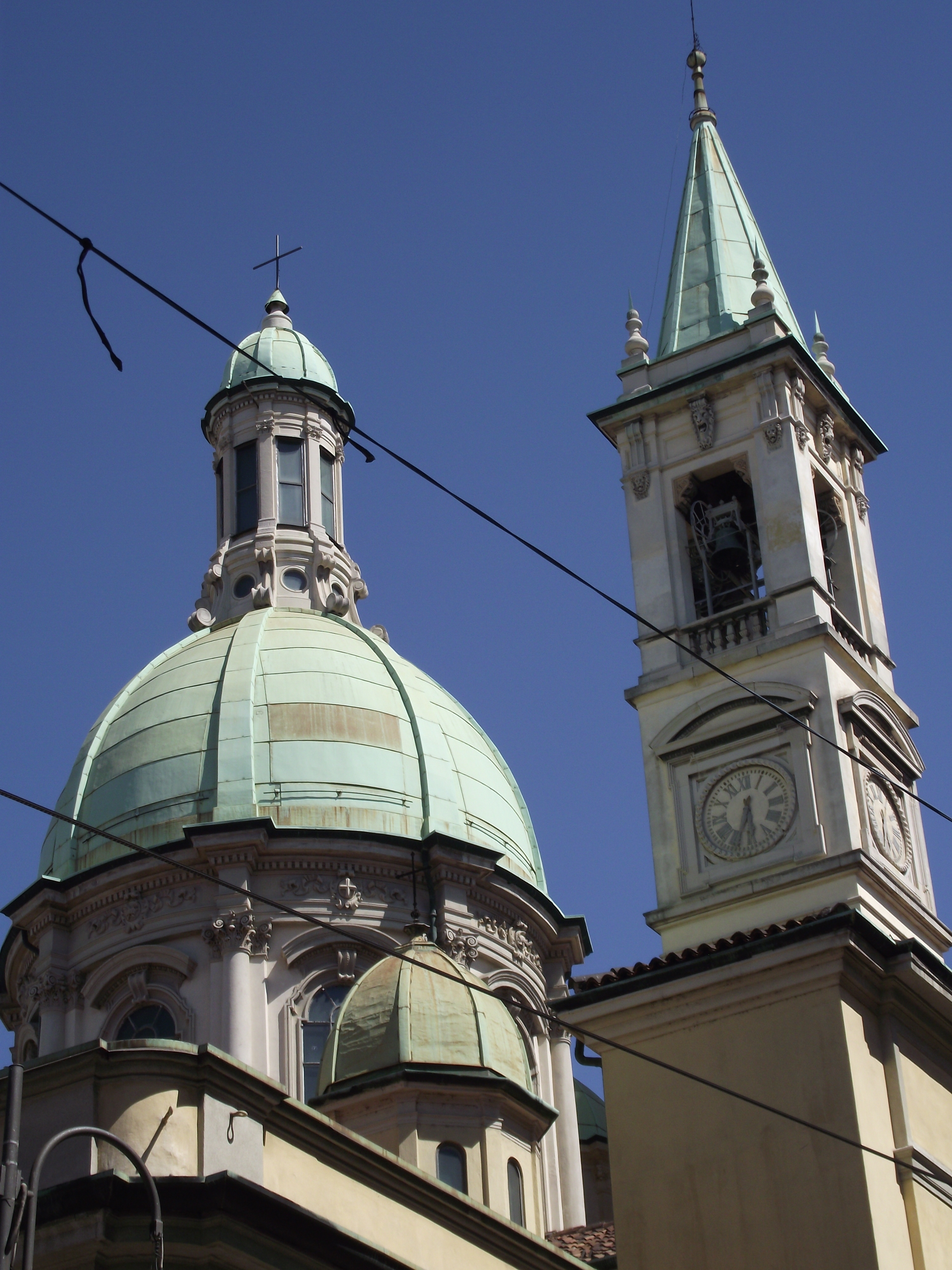
Il campanile e la cupola

### Interno

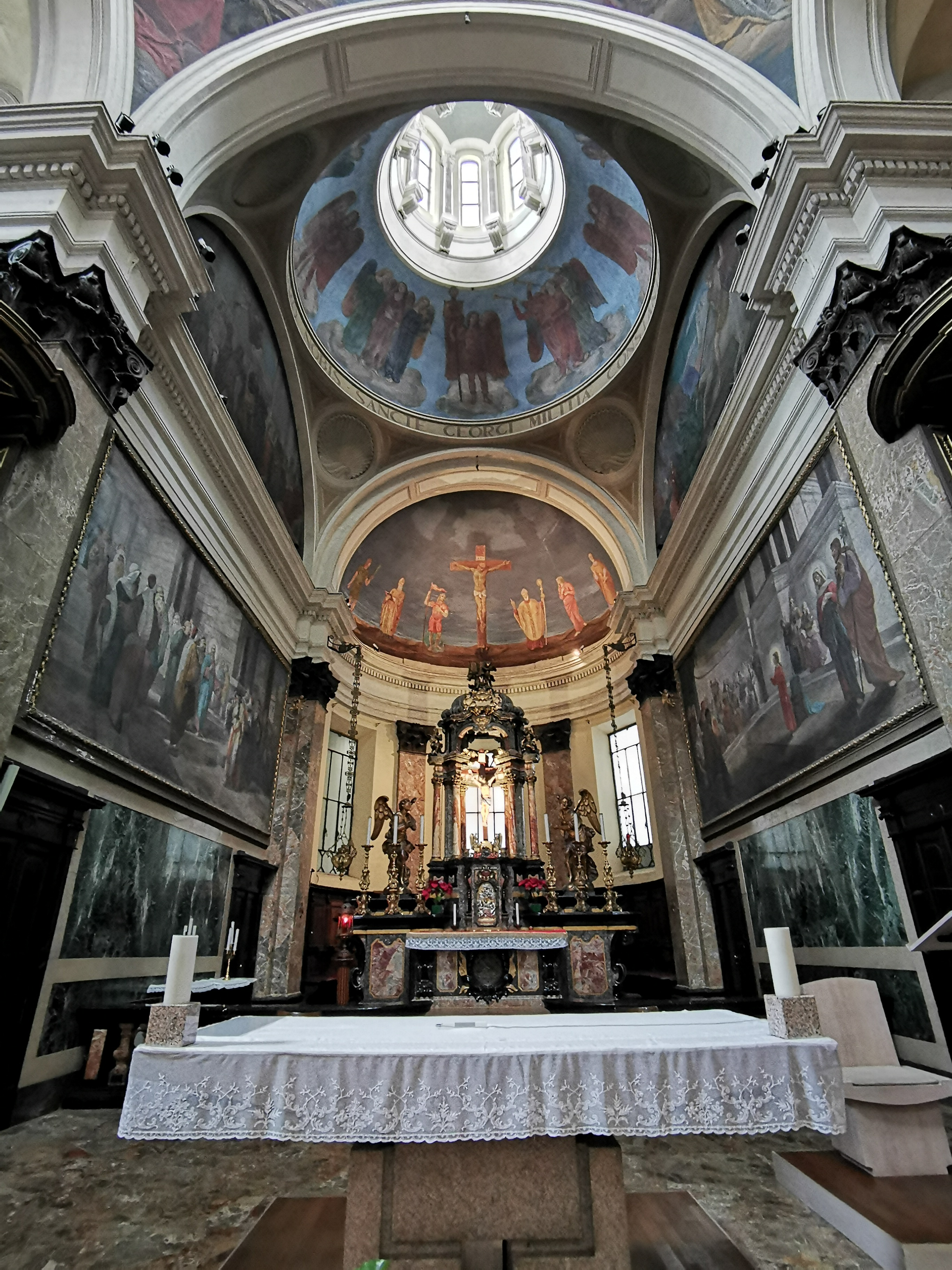
L'abside

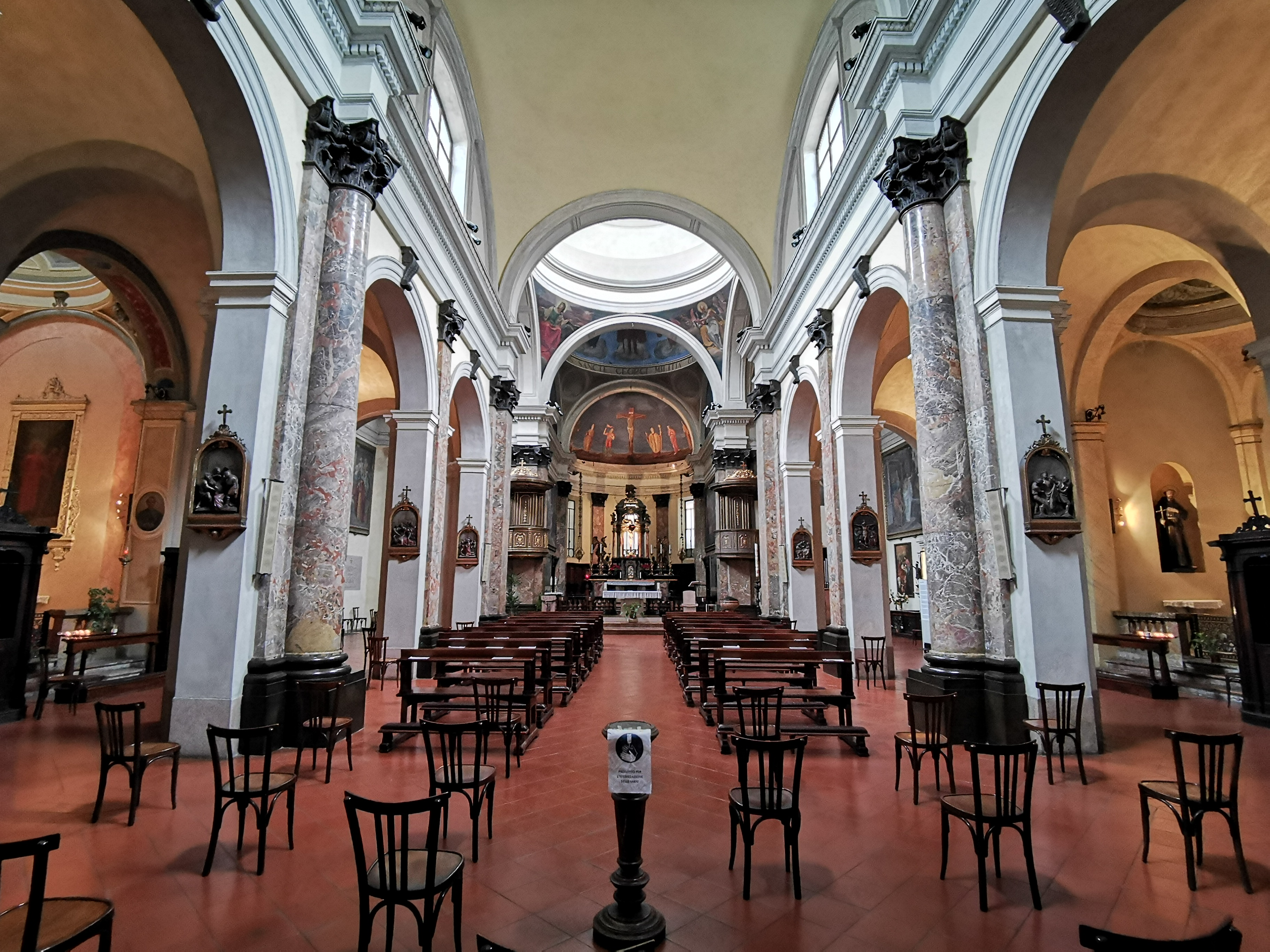
L'interno

L'interno della chiesa di San Giorgio al Palazzo è frutto dei rimaneggiamenti effettuati nel primo ventennio del XIX secolo, su progetto di Luigi Cagnola. La pianta è a croce latina con tre navate, transetto poco sporgente e profonda abside.
L'aula è divisa in tre navate da due file di archi a tutto sesto poggianti su pilastri tuscanici. La navata centrale è costituita da due campate con volta a vela divise da un grande arco poggiante su due semicolonne marmoree corinzie; ciascuna campata è illuminata da un finestrone rettangolare, uno per ogni parete laterale. Ognuna delle due navate laterali, invece, è formata da quattro campate ed è coperta con volta a crociera.
Nella prima cappella di destra si trova la pala di Gaudenzio Ferrari San Girolamo, mentre sulla quarta campata si apre la cappella della Passione, poco più di una nicchia, con volta a botte e altare in marmo. Le pareti sono decorate da un ciclo di tavole di Bernardino Luini, risalente al 1516. Sulla parete centrale, sopra l'altare, si trova il Compianto su Cristo morto, sormontato dalla lunetta della Coronazione di spine. Sulla parete destra vi è l'Ecce Homo e, su quella di sinistra, la Flagellazione di Gesù. Un coevo affresco del Luini con la Crocifissione di Gesù adorna la volta della cappella.
La crociera è coperta dalla cupola neoclassica con volta cassettonata e, nei pennacchi, i Quattro Evangelisti. L'abside, anch'essa coperta con una cupola con lanterna, è affiancata da due pulpiti e ospita il presbiterio, cinto da una balaustra, con pregevole altare maggiore barocco in marmi policromi. Nella chiesa si trova una lapide che ricorda l'Editto di Milano (313) e la presenza nella chiesa dei cavalieri del Sacro Militare Ordine Costantiniano di San Giorgio.

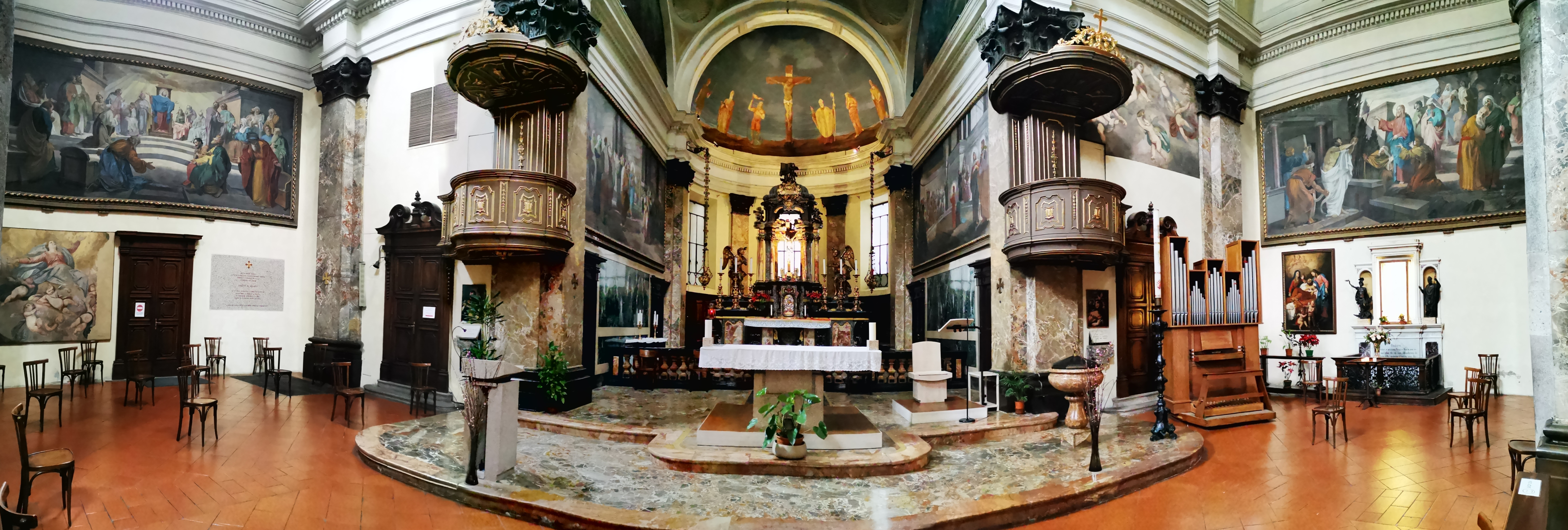
Transetto
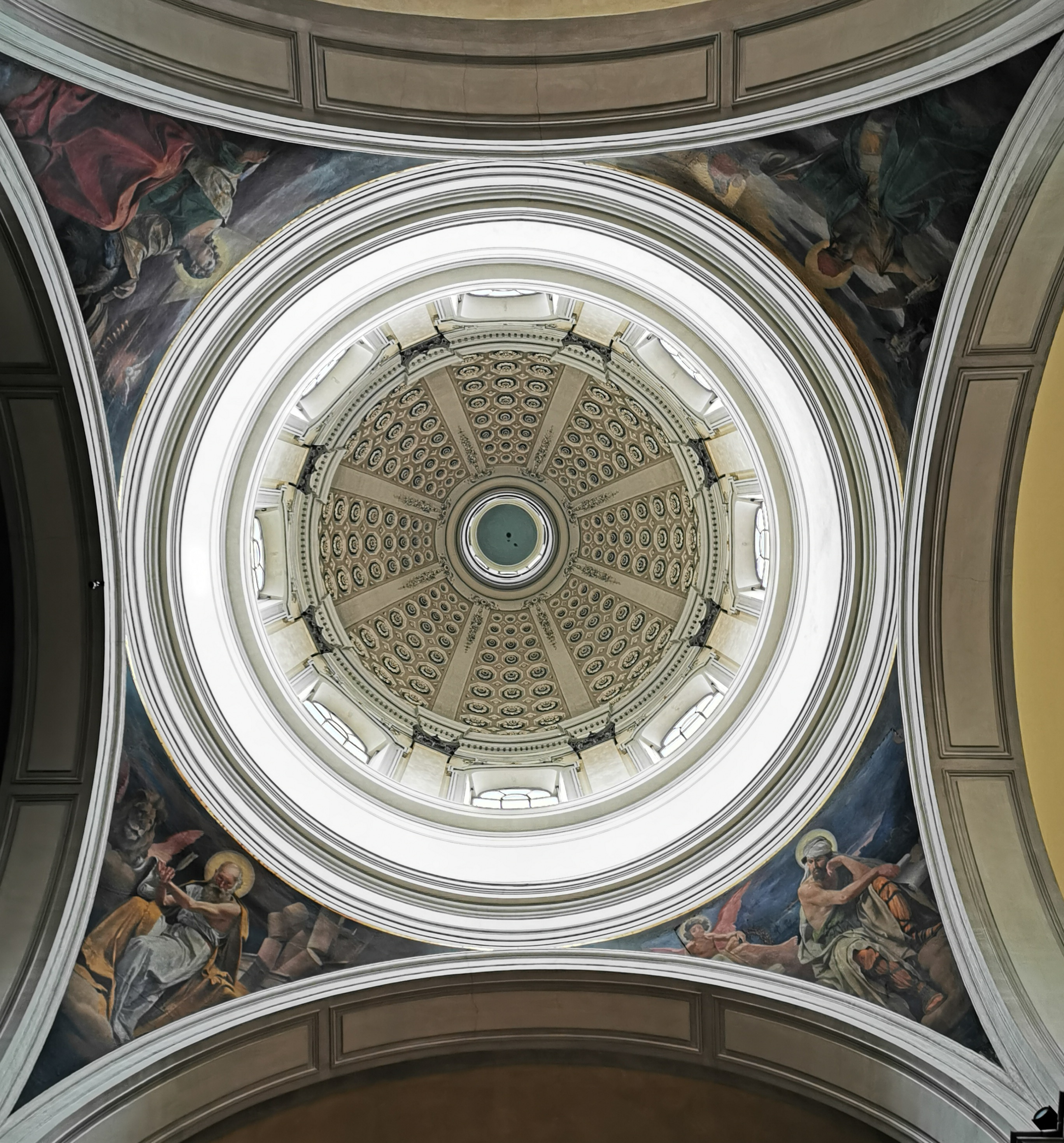
Interno della cupola
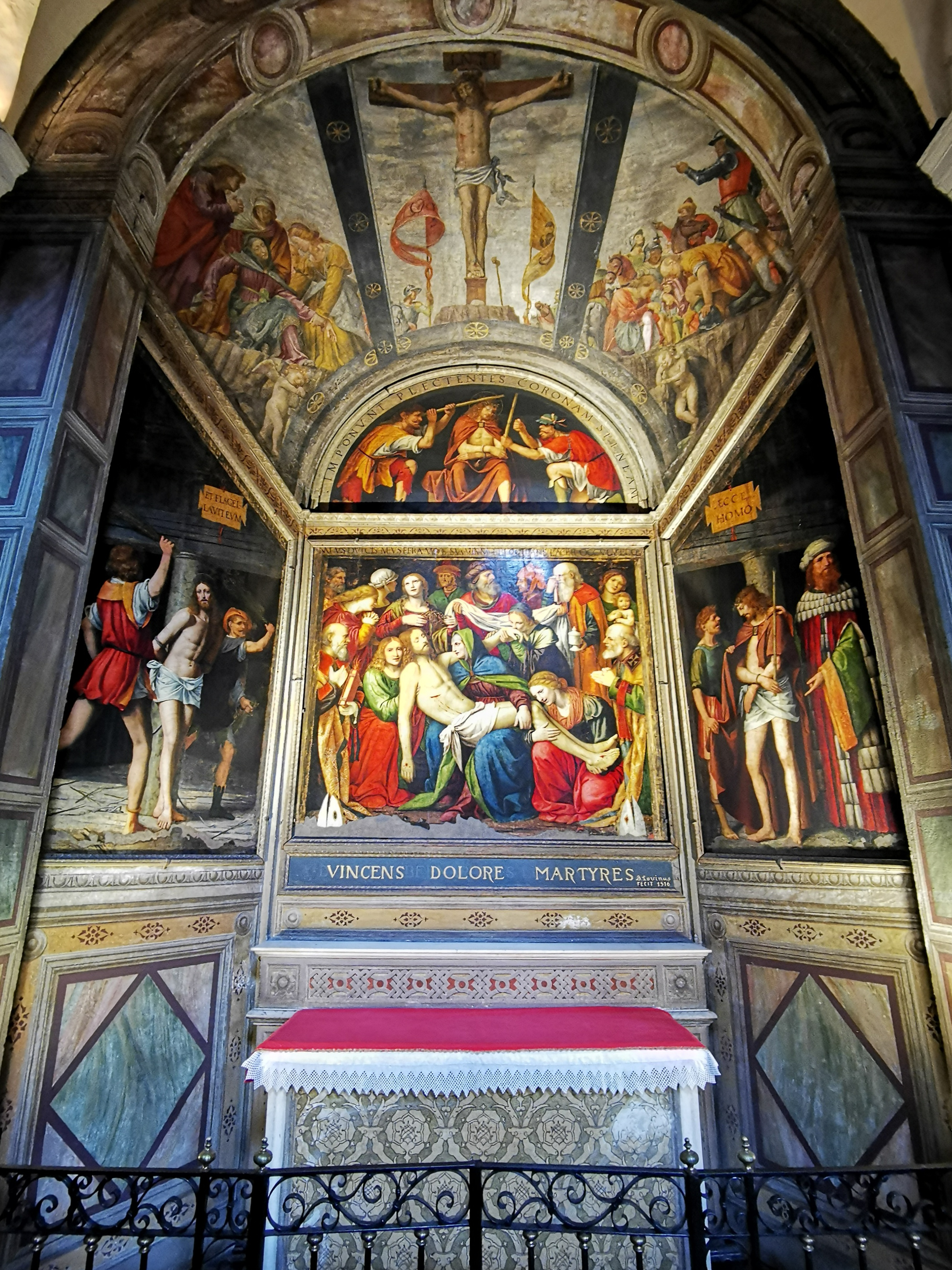
La cappella della Passione con dipinti di Bernardino Luini (1516)
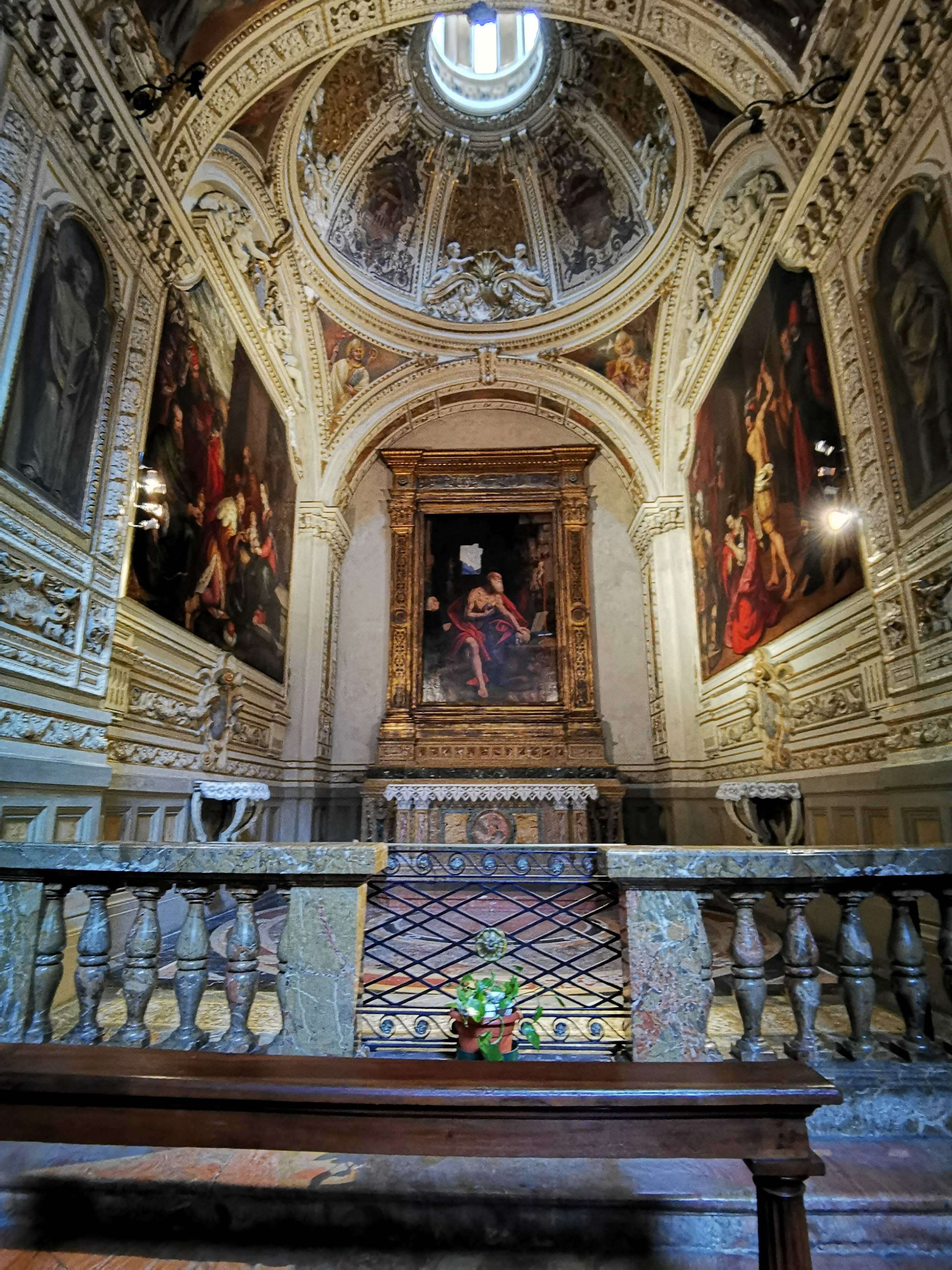
Cappella di San Girolamo
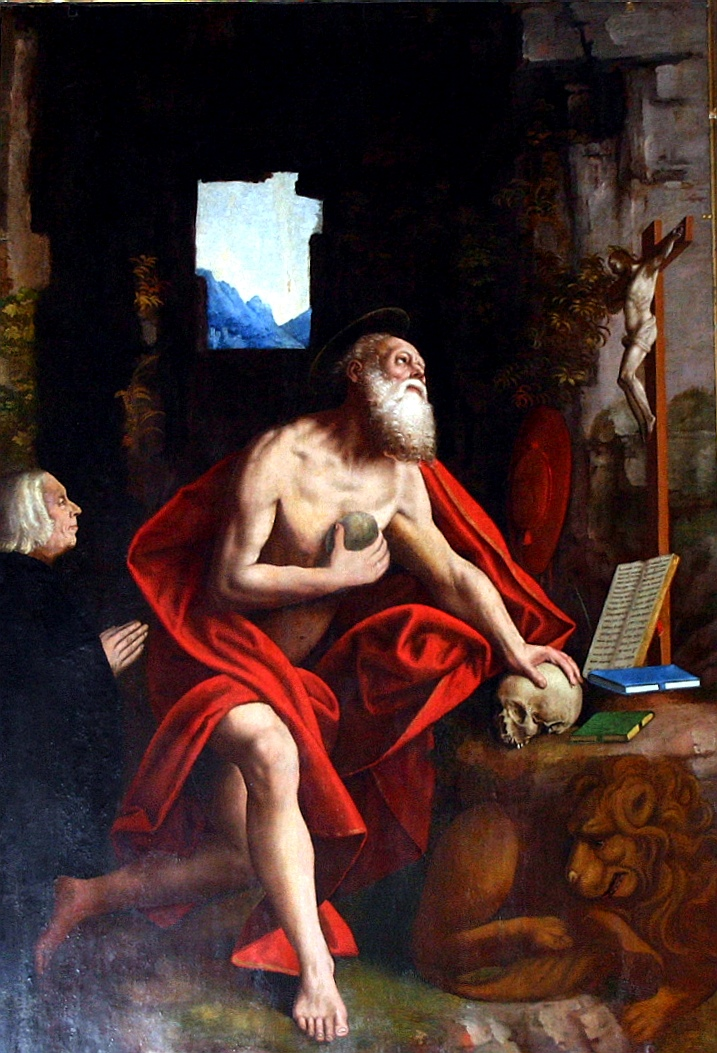
Gaudenzio Ferrari, San Girolamo (1545)
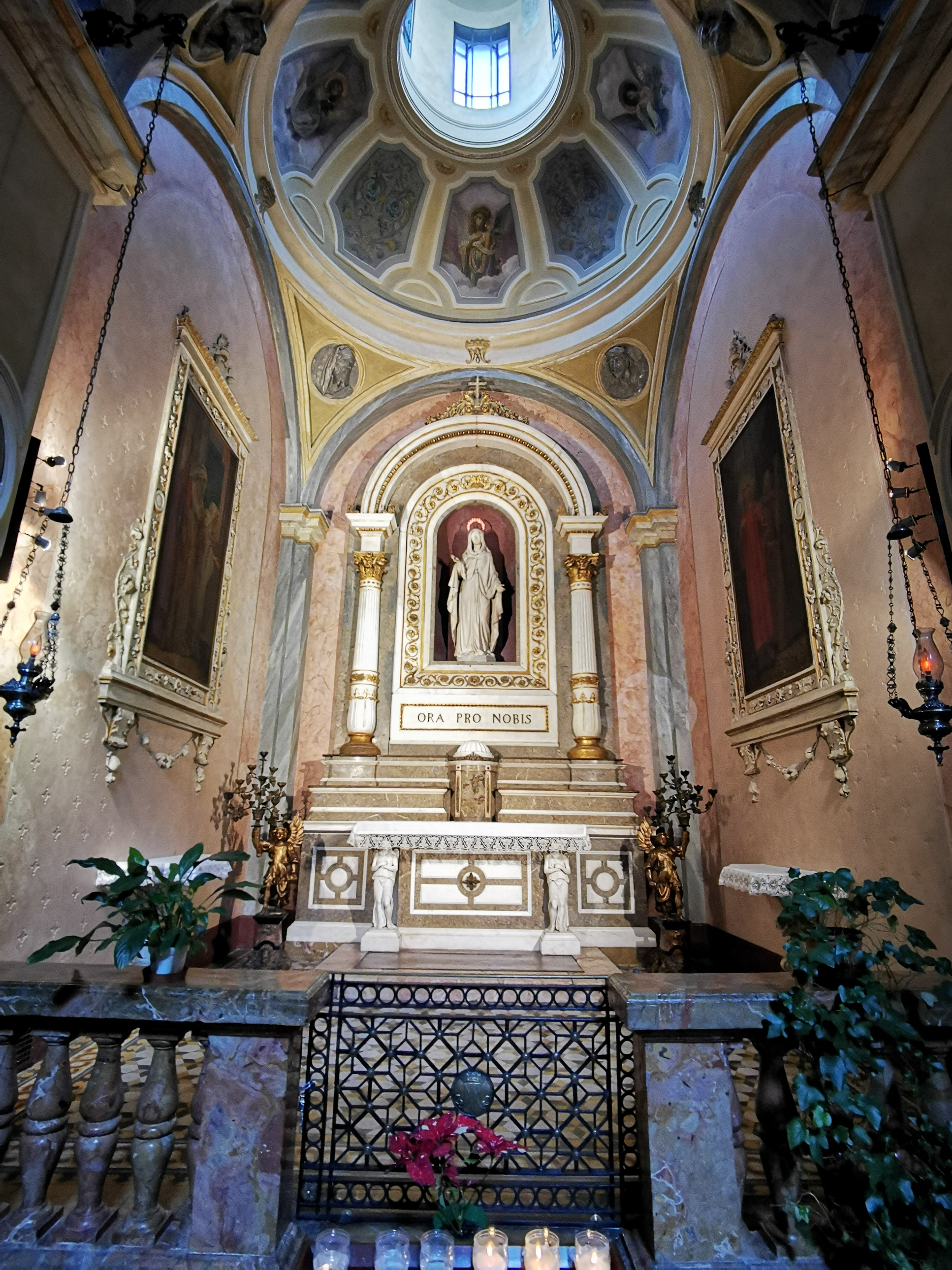
Cappella della Madonna
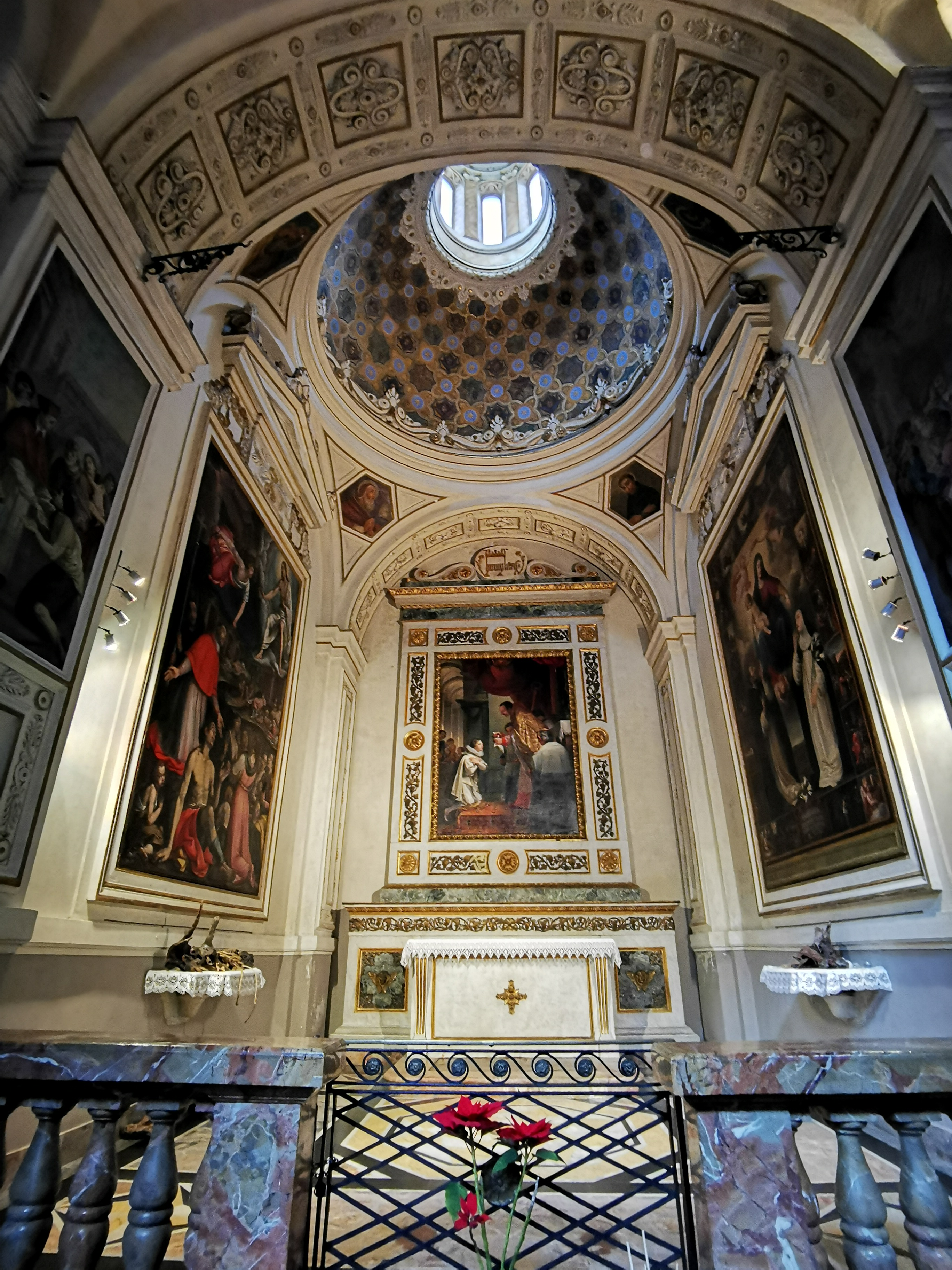
Cappella di San Carlo
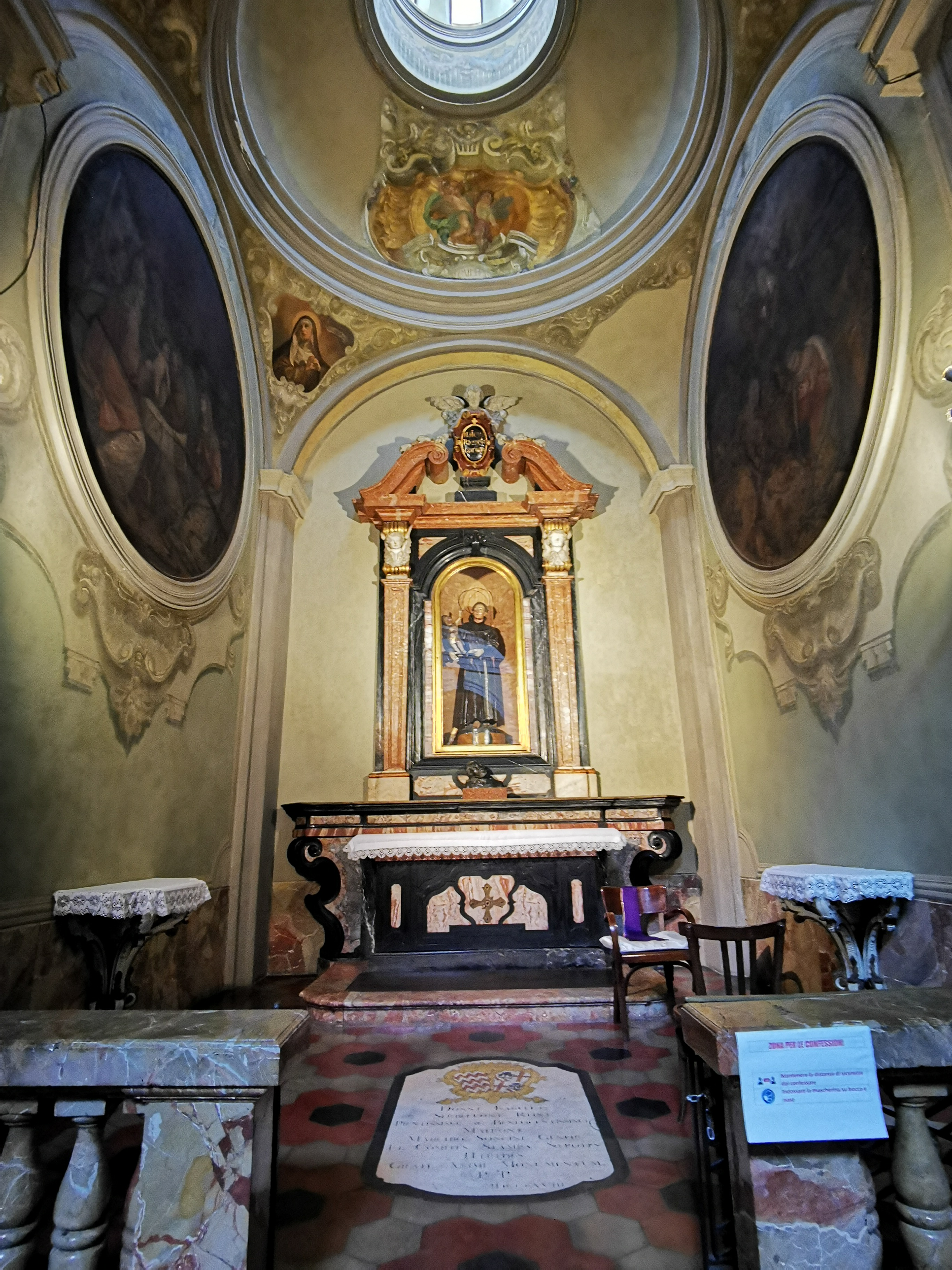
Cappella di Sant'Antonio da Padova
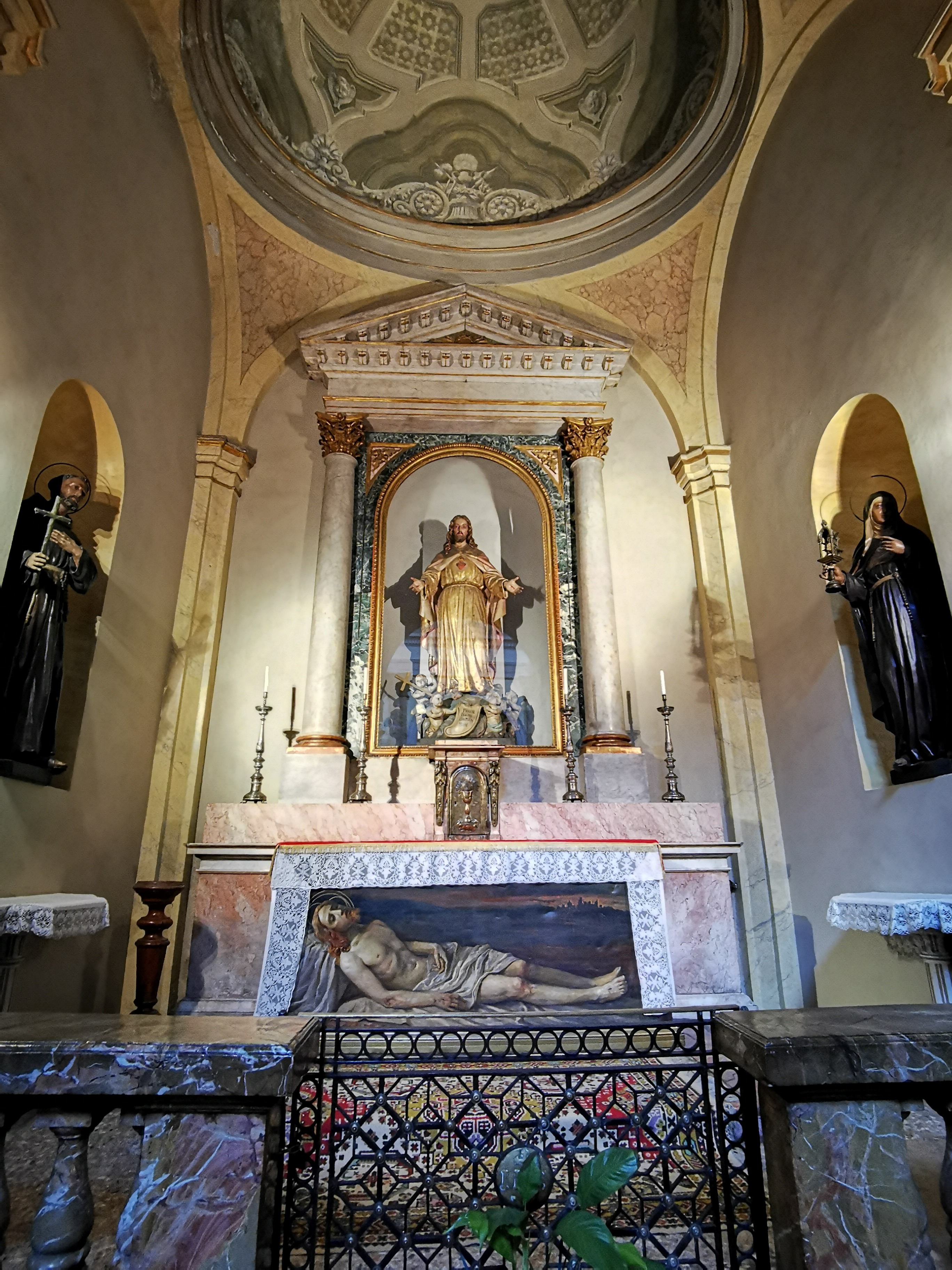
Cappella del Santissimo Sacramento
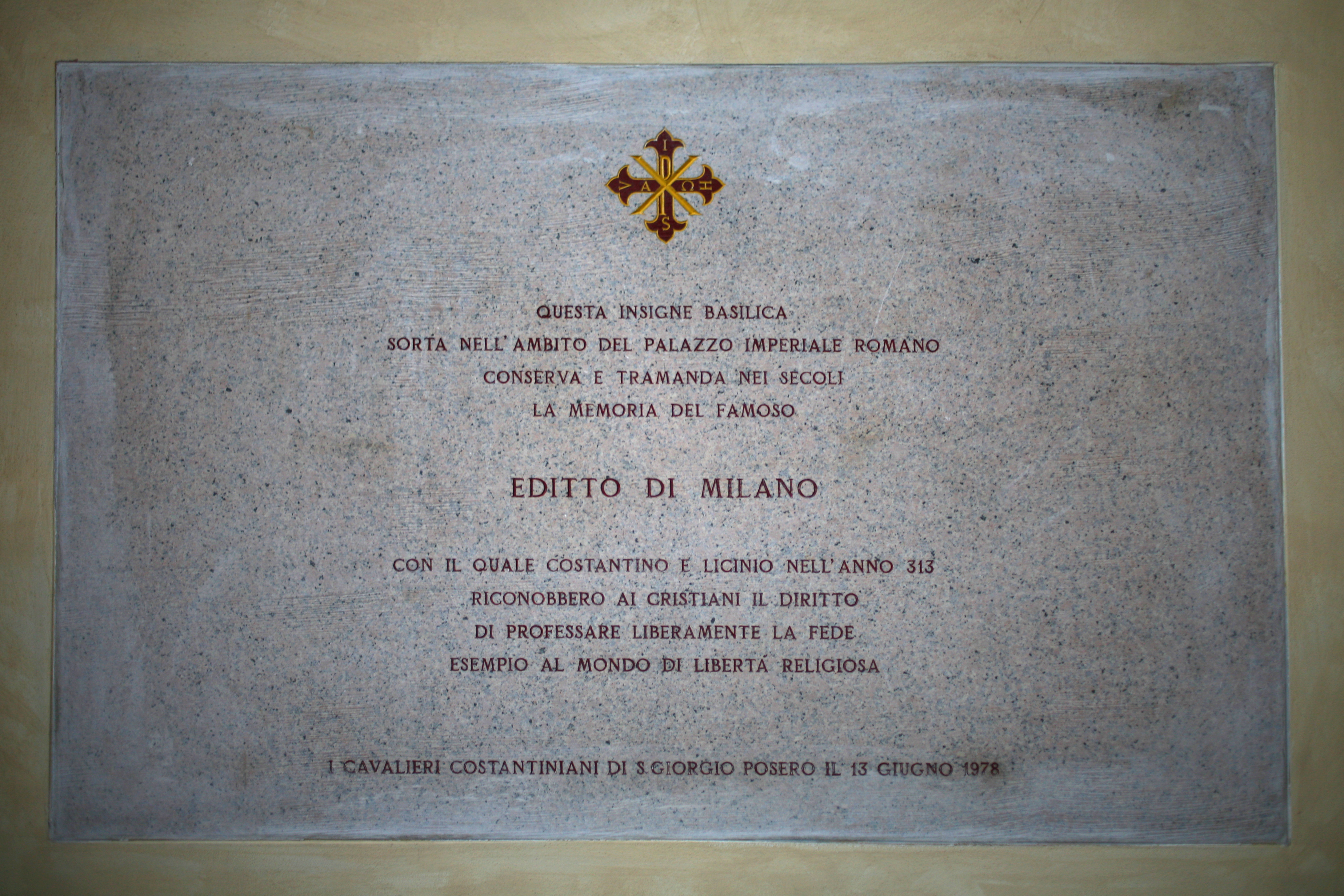
La lapide che ricorda l'Editto di Milano

### Organi a canne

#### Organo maggiore

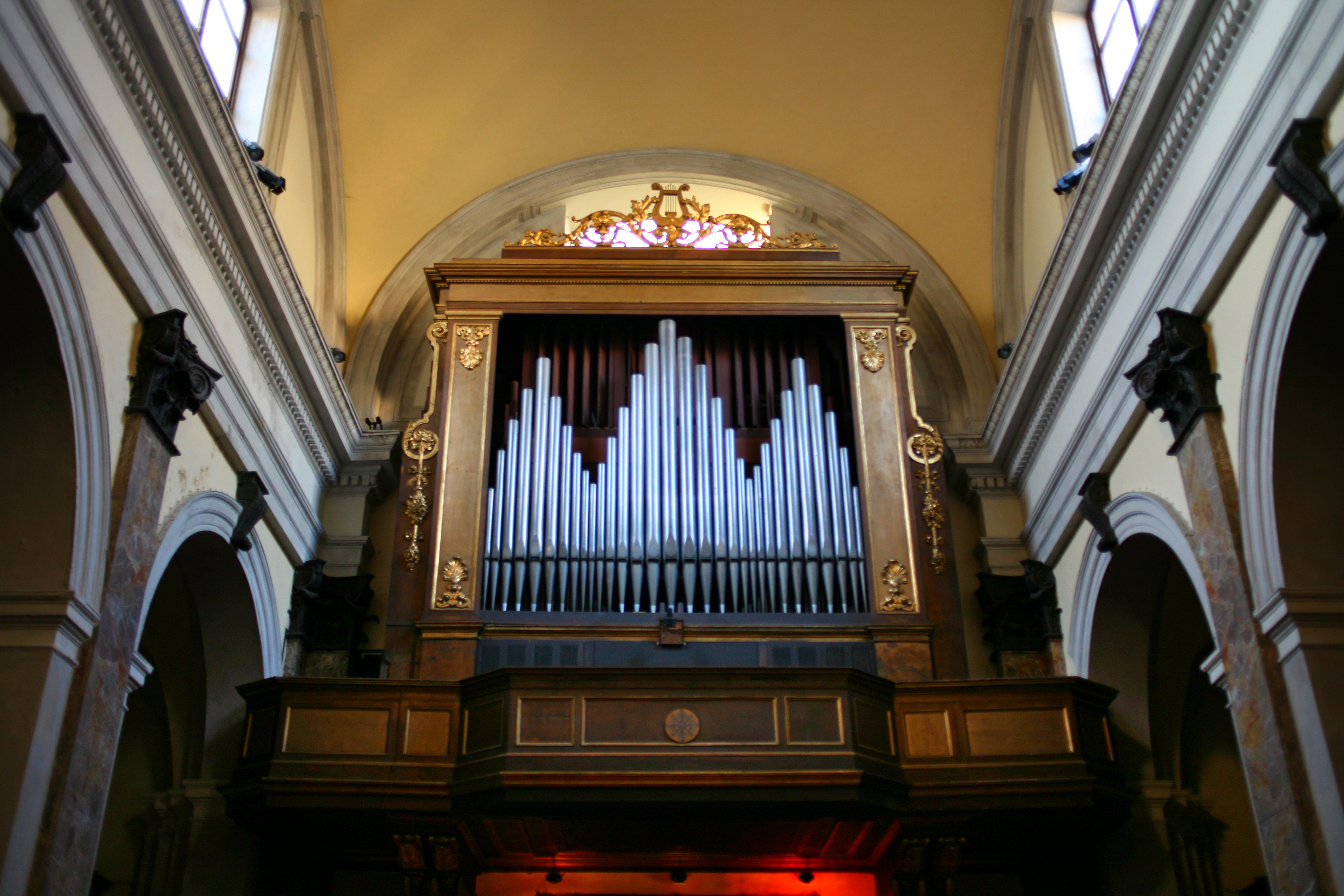
L'organo maggiore

Sulla cantoria in controfacciata, racchiuso entro una cassa lignea dorata, si trova l'organo a canne principale della chiesa, costruito negli anni venti del XX secolo dalla ditta organaria milanese Balbiani-Vegezzi Bossi.
Lo strumento è a trasmissione pneumatico-tubolare con consolle in cantoria avente due tastiere di 61 note ciascuna e pedaliera di 32 note. La mostra è inquadrata fra due lesene ed è composta da tre cuspidi di principale con bocche a mitria allineate.

#### Organo positivo
Nel transetto di destra, di fianco al presbiterio, si trova un organo positivo, costruito dalla ditta Flentrop negli anni 1960 e installato nella chiesa nel maggio 2013.
Lo strumento è a trasmissione integralmente meccanica ed è interamente racchiuso all'interno di una cassa lignea di fattura geometrica, con mostra in cinque campi. La consolle è costituita da un'unica tastiera di 56 note e una pedaliera dritta di 27 note.